# Anomalepis flavapices
Espèce
Anomalepis flavapices est une espèce de serpents de la famille des Anomalepididae. 

## Répartition
Cette espèce est endémique d'Équateur. Elle se rencontre dans les provinces d'Esmeraldas et de Manabí.

## Publication originale
- Peters, 1957 : Taxonomic notes on Ecuadorian snakes in the American Museum of Natural History. American Museum Novitates, no 1851, p. 1-13 (texte intégral).